# アレクサンダー・ビスカイーノ
アレクサンダー・ビスカイーノ（Alexander Vizcaíno, 1997年5月27日 - ）は、ドミニカ共和国のサン・クリストバル州サン・クリストバル出身のプロ野球選手（投手）。右投右打。現在は、フリーエージェント（FA）。

## 経歴

### プロ入りとヤンキース傘下時代
2016年5月にアマチュア・フリーエージェントでニューヨーク・ヤンキースと契約してプロ入り。契約後、傘下のルーキー級ドミニカン・サマーリーグ・ヤンキースでプロデビュー。11試合（先発6試合）に登板して0勝5敗、防御率4.89、27奪三振を記録した。
2017年はアパラチアンリーグのルーキー級プラスキ・ヤンキースでプレーし、12試合（先発11試合）に登板して3勝5敗、防御率5.79、49奪三振を記録した。
2018年はルーキー級プラスキとA級チャールストン・リバードッグスでプレーし、2球団合計で12試合に先発登板して3勝4敗、防御率5.12、57奪三振を記録した。
2019年はA級チャールストンとA+級タンパ・ターポンズでプレーし、2球団合計で21試合に先発登板して6勝6敗、防御率4.38、128奪三振を記録した。
2020年は新型コロナウイルスの影響でマイナーリーグの試合が開催されなかったため、公式戦の登板は無かった。オフの11月20日にルール・ファイブ・ドラフトでの流出を防ぐために40人枠入りした。
2021年は5月のマイナーリーグ開幕からルーキー級フロリダ・コンプレックスリーグ・ヤンキースとA+級ハドソンバレー・レネゲーズでプレーした。

### カブス傘下時代
2021年7月29日にアンソニー・リゾとのトレードで、ケビン・アルカンタラと共にシカゴ・カブスへ移籍した。移籍後は傘下のA+級サウスベンド・カブス でプレーし、移籍前を含めた3球団合計で12試合（先発8試合）に登板して0勝2敗、防御率5.95、26奪三振を記録した。
2022年は3月に制限リストに入ったため、公式戦には一切登板しなかった。オフの11月18日に自由契約となった。

## 投球スタイル
速球とチェンジアップのコンビネーションを効果的に使った投球が持ち味である。